# Ross Bentley
Ross Bentley (ur. 4 listopada 1956 w Vancouver) – kanadyjski kierowca wyścigowy.

## Biografia
W 1981 roku zadebiutował w Formule Atlantic. W serii tej uczestniczył do sezonu 1985, rywalizując samochodami Johnston JM3, Johnston JM6 oraz Ralt RT4. W latach 1990–1995 rywalizował w serii IndyCar, w tym od 1991 roku w barwach Dale Coyne Racing. Ogółem w swojej karierze w IndyCar Bentley zdobył trzy punkty. W 1993 roku zajął drugie miejsce w klasie GTP Lights w wyścigu 24 Hours of Daytona. W latach 1994–1997 był uczestnikiem serii IMSA World Sports Car Championship; w 1996 roku zajął piąte miejsce na koniec sezonu. W sezonie 1998 wygrał klasę GT3 United States Road Racing Championship. W roku 1999 zadebiutował w American Le Mans Series. W latach 2000–2010 ścigał się w Rolex Sports Car Series. W 2003 roku wygrał klasę SRPII wyścigu 24 Hours of Daytona.
Jest autorem cyklu książek Speed Secrets, których tworzenie zainicjował w 1998 roku.